# Alice Pegler
Alice Marguerite Pegler, née le 21 juillet 1861 à Keiskammahoek (en) et morte le 17 juin 1929 à Mthatha, est une enseignante, botaniste et collectionneuse botanique sud-africaine.

## Biographie
Elle fait ses études secondaires à King William's Town, ville située dans la province du Cap oriental et se forme pour devenir enseignante. Mais sa mauvaise santé, et en particulier ses problèmes de vue l'obligent à quitter l'enseignement, pour s'installer à Kentani, un village du Transkei, où elle se consacre à l'éducation de ses nièces. Elle est la belle-sœur du savant Henry Perks Abernathy, spécialiste des araignées.
À Kentani, elle commence une collection botanique de la flore dans un rayon de plusieurs kilomètres autour de son village, collection qui deviendra importante. Une sélection de spécimens de sa collection est présentée au musée de King William's Town (en) pour le congrès de la société de naturalistes de la ville, en 1896. Durant les années suivantes, elle entreprend une correspondance avec un certain nombre de botanistes sud-africains de renom, auxquels elle fait parvenir des spécimens de plantes, notamment à Peter MacOwan, HHW Pearson, Selmar Schönland ou encore Illtyd Buller Pole-Evans. Ces plantes se trouvent au Albany Museum de Grahamstown et au South African Museum. Elle fait parvenir à Harry Bolus plusieurs spécimens, dont des orchidées qui figurent dans l'ouvrage que celui-ci a consacré à cette variété, Ichones Orchidearum (vol. 2). Un certain nombre de ces fleurs ont été recueillies au Kew Gardens de Londres.
Ses notes sur les plantes de Kentani et leurs variations saisonnières sont publiées en 1918, sous l'intitulé « On the flora of Kentani » (Ann. Bol. Herb. 5: 1-32), elle décrit environ mille variétés, dont vingt-huit qu'elle a elle-même identifiées. Celles relatives aux algues et aux champignons sont éditées dans Ann. Bol. Herb. 2: 184-93 (1918).
Elle s'intéresse également aux algues et aux champignons, et en offre une collection de 350 spécimens à l'herbarium mycologique (?) de Pretoria de 1911 à 1914. Elle commence également à collectionner les insectes et des invertébrés, notamment des araignées, en 1903, étend son champ d'investigation au Transvaal, entre Rustenburg et Johannesburg. 
La détérioration de son état de santé la rend invalide durant les sept dernières années de sa vie, et elle meurt en 1929 à Mthatha.

## Hommage
L'ensemble de sa collection de 2 000 éléments botaniques a été donné à l'institut botanique sud-africain de Pretoria. De nombreux specimens se trouvent également dans d'autres herbariums, à Cape Town, Durban, Pietermaritzburg et aux serres de Kew Gardens.
En 1912, elle est élue comme membre associée de la Linnean Society of London.

## Éponymie
Plusieurs plantes sont nommées en son honneur :
- Les angiospermes :
  - Aloe peglerae,
  - le genre Peglera Bolus (devenu un synonyme de Nectaropetalum (es) Engl.)[3],
  - Chironia peglerae Prain,
  - Chionanthus peglerae (C.H. Wr.) Stearn,
- Les fungis
  - Puccinia pegleriana Doidge,
  - Uromyces peglerae Pole-Evans (=  Ravenalia peglerae Pole-Evans),
  - Ustilago peglerae Bubak & Syd.,

et quelques autres dénominations.